# Albuca fibrotunicata
Albuca fibrotunicata är en sparrisväxtart som beskrevs av David Gledhill och Oyewole. Albuca fibrotunicata ingår i släktet Albuca och familjen sparrisväxter. Inga underarter finns listade i Catalogue of Life.